# ザ・ナンバーズ (ウェブサイト)
ザ・ナンバーズ（The Numbers）は、映画興行収入の情報をシステム的かつアルゴリズム的に収集するデータベースウェブサイト。この会社は、リサーチに基づく事前の映画興行収入の予測も行っている。
1997年にブルース・ナッシュがこのサイトを開設した。